# 康布罗讷莱里贝库尔
康布罗讷-莱里贝库尔（法語：Cambronne-lès-Ribécourt，法語發音：[kɑ̃bʁɔn lɛ ʁibekuʁ]，意为“里贝库尔附近的康布罗讷”）是法国瓦兹省的一个市镇，属于贡比涅区。

## 地理
康布罗讷-莱里贝库尔（49°30'23"N, 2°53'51"E）面积6.93 平方千米，位于法国上法蘭西大區瓦兹省，该省份为法国北部内陆省份，北起索姆省，西接厄尔省和滨海塞纳省，南至塞纳-马恩省和瓦兹河谷省，东临埃纳省。
与康布罗讷-莱里贝库尔接壤的市镇（或旧市镇、城区）包括：马什蒙、蒙马克、里贝库尔-德雷兰库尔、图罗特。
康布罗讷-莱里贝库尔的时区为UTC+01:00、UTC+02:00（夏令时）。

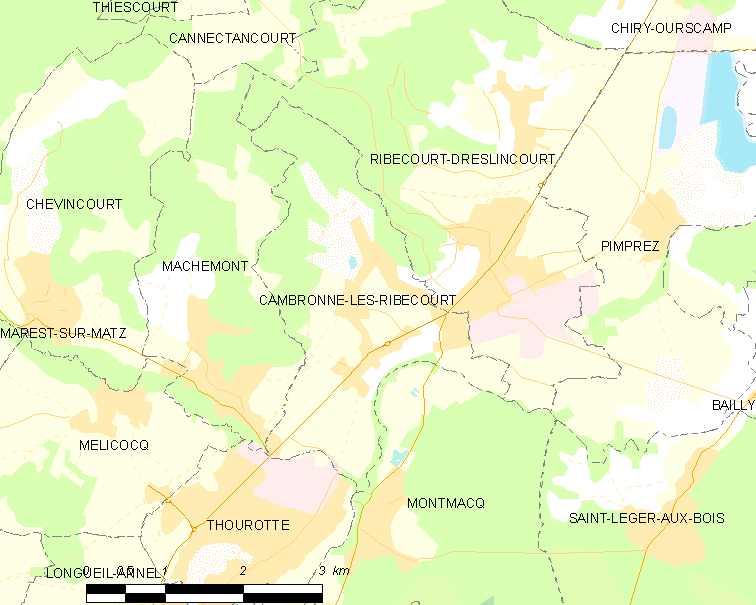
康布罗讷-莱里贝库尔的OSM定位图

## 行政
康布罗讷-莱里贝库尔的邮政编码为60170，INSEE市镇编码为60119。

## 政治
康布罗讷-莱里贝库尔所属的省级选区为图罗特县。

## 人口

1962-2008年间康布罗讷-莱里贝库尔人口变化图示

康布罗讷-莱里贝库尔于2022年1月1日时的人口数量为1875人。